# Glas V8

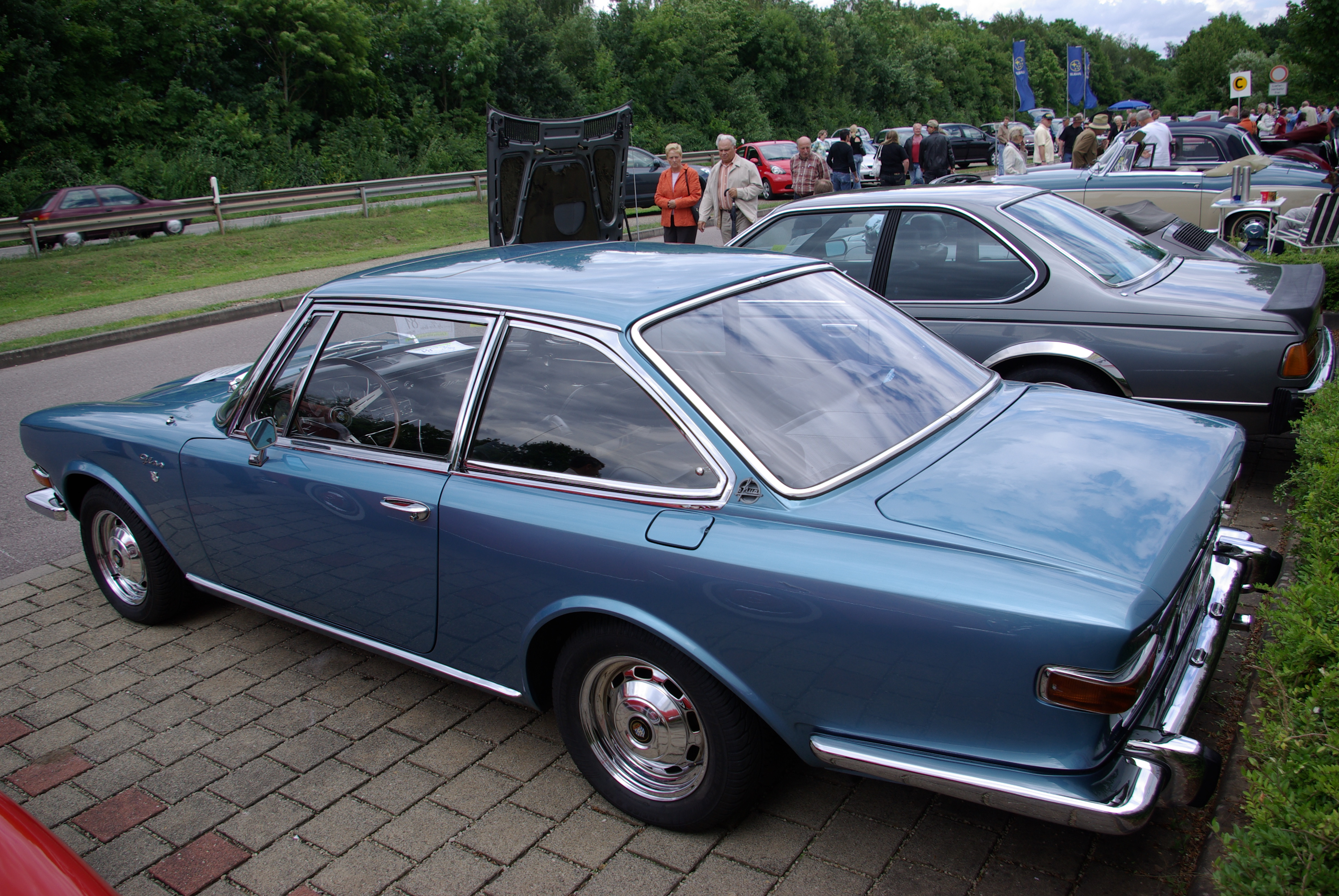
Glas 2600 V8

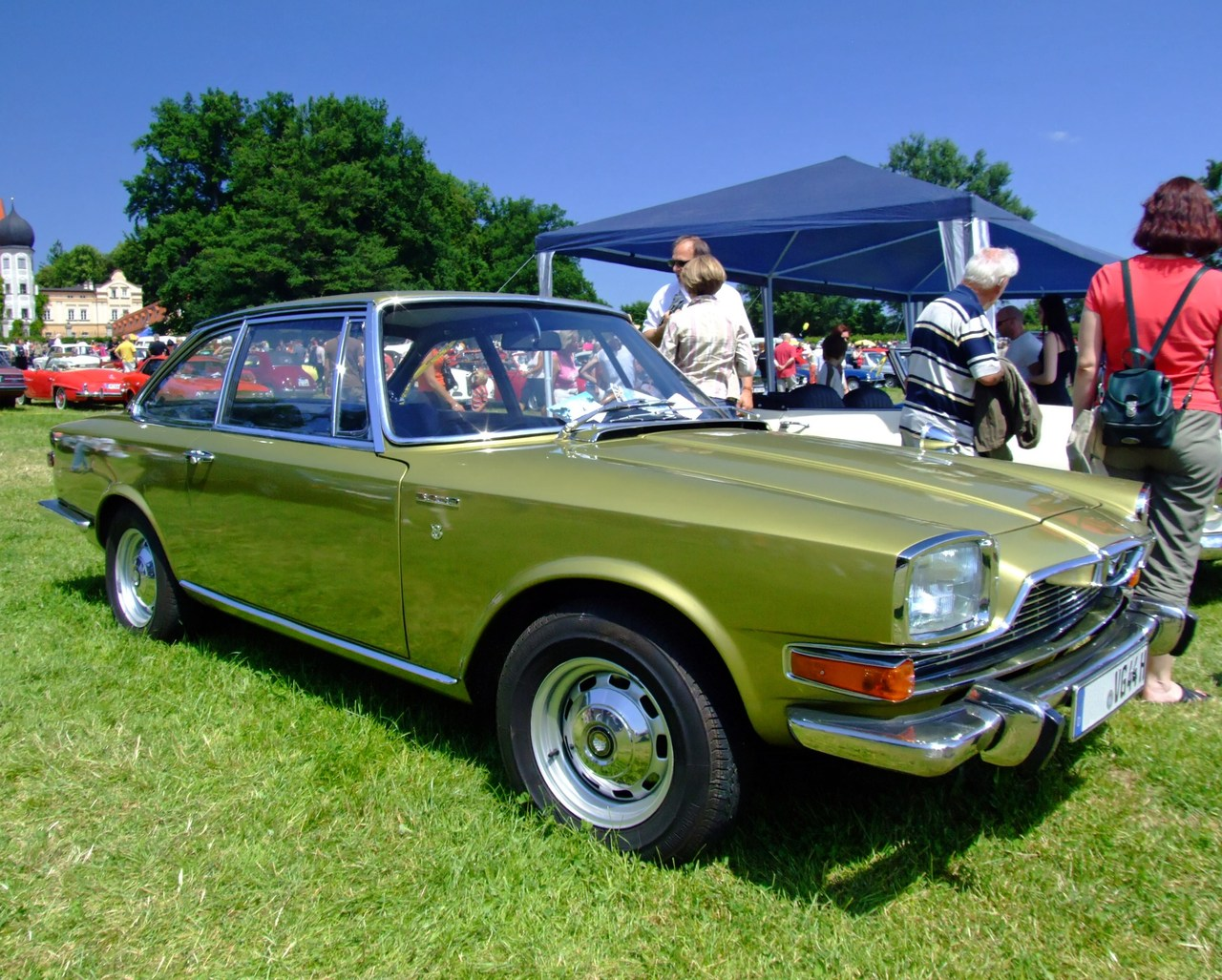
Glas 3000 V8

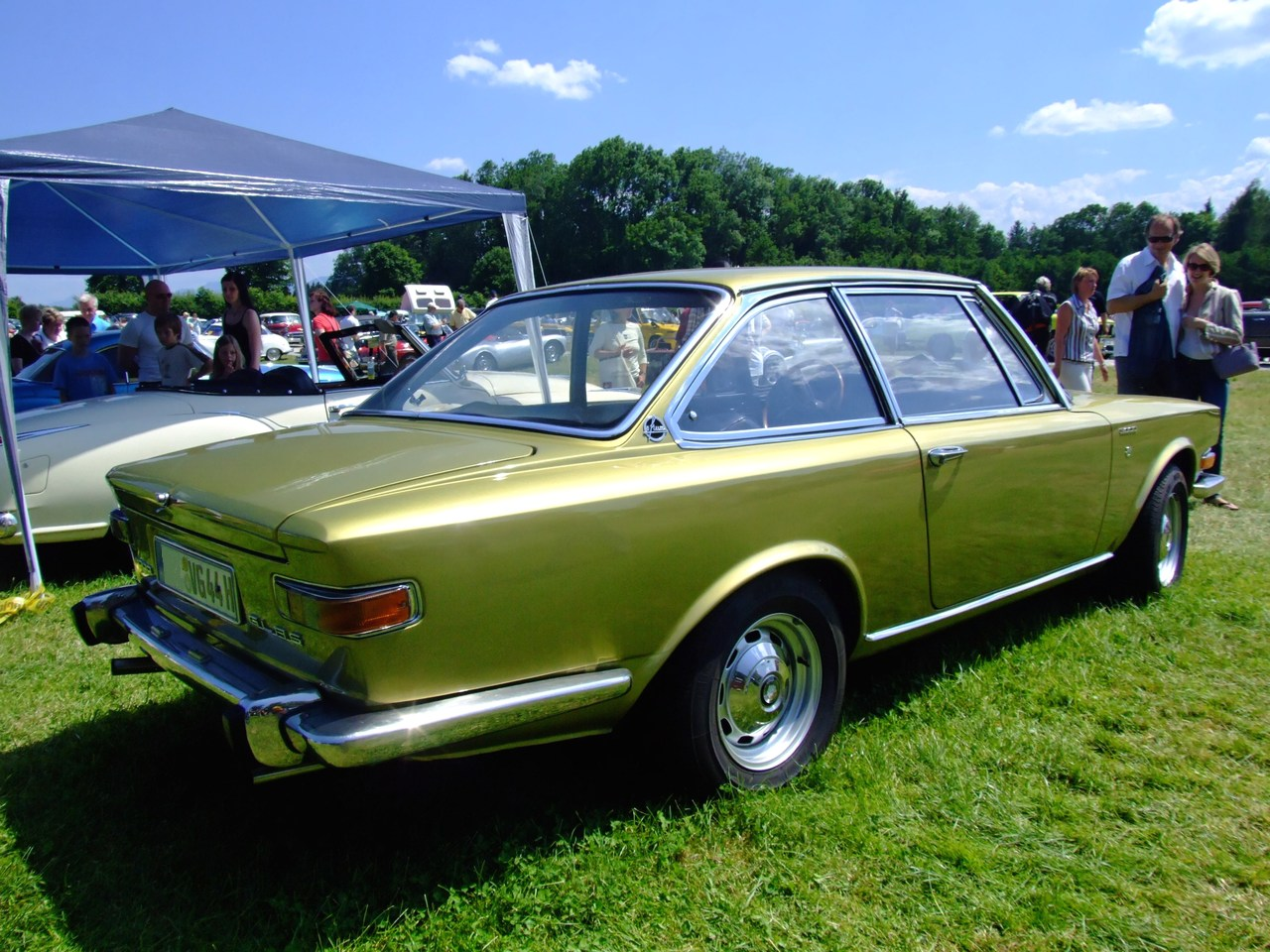
Glas 3000 V8

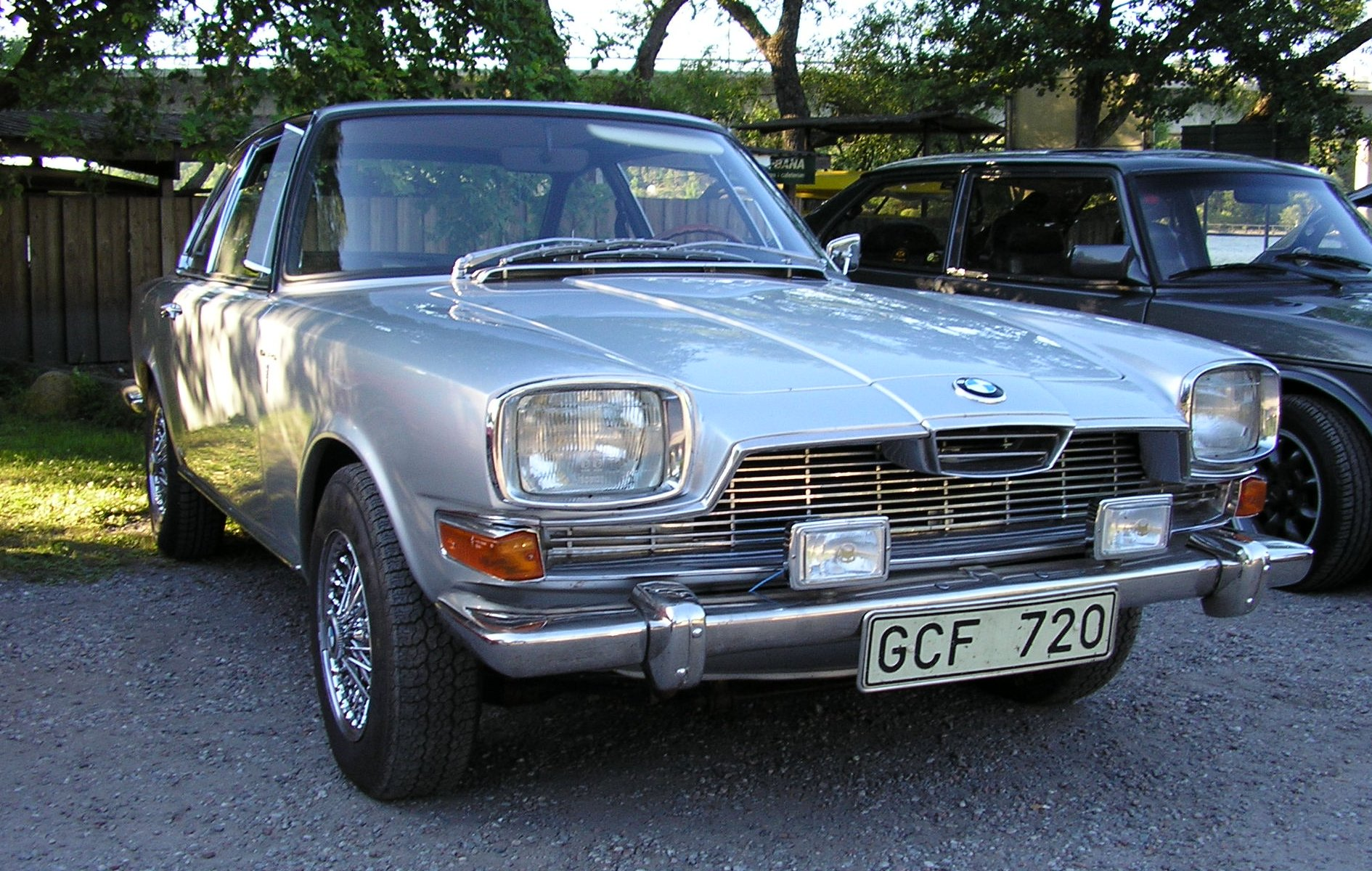
BMW Glas 3000 V8

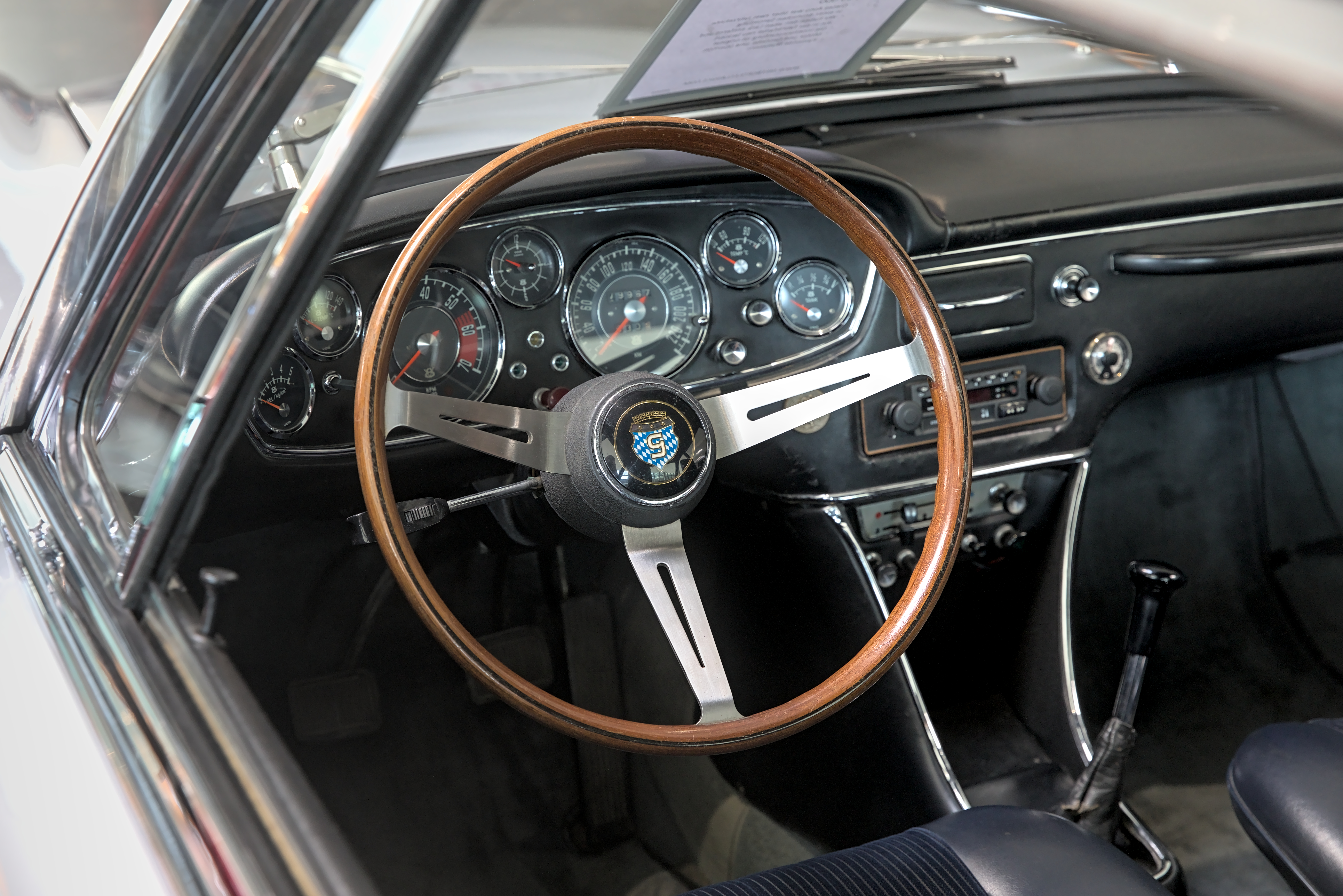
Armaturentafel des BMW-Glas 3000, Retro Classics 2022

Der Glas 2600 V8 ist ein Gran-Tourismo-Coupé der Hans Glas GmbH in Dingolfing. Der Glas 2600 V8 wurde im September 1965 auf der IAA vorgestellt. Ab 1967 wurde der Wagen als BMW Glas 3000 V8 von BMW, die das Glas-Werk in Dingolfing übernommen hatten, noch ein Jahr weitergebaut.

## Entwicklung
Ende 1964 entstand auf Grund des großen Erfolges des Glas GT Coupé die Idee, ein großes Coupé mit einem Sechszylinder-Ottomotor herzustellen, der später auch in die Limousine eingebaut werden sollte. Weil aber die Grundkonstruktion des 1,3-Liter-Motors übernommen werden sollte, um Entwicklungskosten zu sparen, fiel die Entscheidung zugunsten eines V8-Motors mit 2 × 1,3 Liter Hubraum. Der neu entwickelte Motor hatte dementsprechend zwei oben liegende Nockenwellen – eine pro Zylinderbank – und zwei Zahnriemen. Die Karosserie entwarf Frua. Aus Kostengründen mussten viele Teile von bereits existierenden Fahrzeugen verwendet werden. So stammten z. B. die Scheinwerfer vom damals neuen Mercedes-Benz Bus O 302. Die Mechanik der Schmetterlings-Scheibenwischer, Fensterkurbeln und weitere Teile stammten von Mercedes-Benz-Pkw, vom 220 S bis zur Pagode. Das auf der IAA 1965 präsentierte Ergebnis war eine Sensation. Die neue Linie erinnerte an zeitgenössische italienische Sportwagen, insbesondere an den Frua-Maserati Quattroporte von 1963 und brachte dem neuen Wagen den Spitznamen „Glaserati“ ein.

## Glas 2600 V8
Die Entwicklung zur Serienreife dauerte noch fast ein Jahr. Im August 1966 wurden die ersten Serienfahrzeuge ausgeliefert. Der 2580 cm³ große Motor entwickelte 150 PS (110 kW) und beschleunigte den vollwertigen 4-Sitzer auf bis zu 195 km/h. Probleme mit dem Vergaser ließen die Wagen die prognostizierten 200 km/h Höchstgeschwindigkeit nicht erreichen. Die von Boge entwickelten selbstregelnden Hydromat-Stoßdämpfer ermöglichten erstmals bei einem deutschen Serien-Pkw eine automatische Niveauregulierung.

## BMW Glas 3000 V8
Ab Februar 1966 war ein Prototyp mit einem auf 3,0 Liter aufgebohrten Motor entstanden. Aus 2982 cm³ Hubraum schöpfte er 160 PS (118 kW) Leistung. Das reichte nun für die gewünschten 200 km/h. Dieser Motor hatte bereits eine Transistorzündung und Drehstromlichtmaschine. Leicht modifiziert wurden das Fahrwerk und die Getriebeabstufung. Auch ein 3,2-Liter-Aggregat mit 175 PS (129 kW) war in Arbeit. Da die Hans Glas GmbH jedoch in wirtschaftliche Schwierigkeiten geriet und am 10. November 1966 von BMW übernommen wurde, kam es zunächst nicht zu einer Serienfertigung.
Ab September 1967 wurde dann der im Vorjahr entwickelte Glas 3000 V8 praktisch unverändert – jedoch mit dem BMW-Zeichen auf der Motorhaube und auf den Radkappen – als BMW Glas 3000 V8 aber noch in Serie gebaut. Von September 1967 bis Mai 1968 entstanden 418 BMW-Glas-V8-Coupés.
Im Gegensatz zum ebenfalls unter BMW-Regie weitergebauten Glas GT erhielt der BMW Glas 3000 V8 nicht den typischen BMW-Kühlergrill. Auf dem schon unter BMW-Regie herausgegebenen Prospekt ist der BMW Glas 3000 V8 noch mit Glas-Emblemen versehen. Zudem wies der Prospekt darauf hin, dass der Wagen auf Wunsch auch mit dem 2,6-l-Motor (150 PS) lieferbar sei. Diese Option wurde aber nur von wenigen Kunden gewählt. Kostete der erste Glas 2600 V8 nur knapp über 18.000 DM, so lag der Preis der unter BMW-Regie verkauften Wagen 1968 bei 22.495 DM für den BMW 2600 V8 und bei 23.848 DM für den BMW 3000 V8.

## Modellübersicht
| Fahrzeugtyp:                 | Glas 2600 V8 | BMW Glas 3000 V8 |
| ---------------------------- | --- | --- |
| Bauzeitraum:                 | August 1966 bis Anfang 1967 | September 1967 bis Mai 1968 |
| Motor:                       | Achtzylinder-Viertakt-V-Motor mit einem Bankwinkel von 90°, wassergekühlt; Zylinderköpfe und Nockenwellengehäuse aus Leichtmetall; je eine obenliegende, zahnriemengetriebene Nockenwelle pro Zylinderbank; V-förmig hängende Ventile, über Kipphebel betätigt; Grauguss-Kurbelgehäuse; Kurbelwelle fünffach gelagert | Achtzylinder-Viertakt-V-Motor mit einem Bankwinkel von 90°, wassergekühlt; Zylinderköpfe und Nockenwellengehäuse aus Leichtmetall; je eine obenliegende, zahnriemengetriebene Nockenwelle pro Zylinderbank; V-förmig hängende Ventile, über Kipphebel betätigt; Grauguss-Kurbelgehäuse; Kurbelwelle fünffach gelagert |
| Hubraum:                     | 2580 cm3 | 2982 cm3 |
| Bohrung × Hub:               | 75 mm × 73 mm | 78 mm × 78 mm |
| Vergaser:                    | 3 Fallstrom-Doppelvergaser Solex 35 DDIS | 3 Fallstrom-Doppelvergaser Solex 35 DDIS |
| Verdichtung:                 | 9,2:1 | 9,2:1 |
| Leistung bei 1/min:          | 110 kW (150 PS) bei 5600 | 118 kW (160 PS) bei 5100 |
| Drehmoment bei 1/min:        | 203 Nm (20,7 mkp) bei 4500 | 236 Nm (24 mkp) bei 3500–4200 |
| Antrieb:                     | Viergang-Schaltgetriebe, Hinterradantrieb; Achsantrieb 3,55:1 | Viergang-Schaltgetriebe, Hinterradantrieb; Achsantrieb 3,55:1 |
| Karosserie:                  | Selbsttragende Ganzstahlkarosserie | Selbsttragende Ganzstahlkarosserie |
| Fahrwerk:                    | Vorderradaufhängung: Einzelradaufhängung an doppelten Dreiecksquerlenkern; Schraubenfedern und Gummihohlfedern, Teleskopstoßdämpfer; Stabilisator Hinterradaufhängung: De-Dion-Achse; Halbelliptik-Blattfedern und Boge Hydromat-Stoßdämpfer mit automatischem Niveauausgleich; Panhardstab                           | Vorderradaufhängung: Einzelradaufhängung an doppelten Dreiecksquerlenkern; Schraubenfedern und Gummihohlfedern, Teleskopstoßdämpfer; Stabilisator Hinterradaufhängung: De-Dion-Achse; Halbelliptik-Blattfedern und Boge Hydromat-Stoßdämpfer mit automatischem Niveauausgleich; Panhardstab                           |
| Lenkung:                     | ZF-Kugelmutterlenkung (Kugelumlauflenkung) mit hydraulischer Servounterstützung | ZF-Kugelmutterlenkung (Kugelumlauflenkung) mit hydraulischer Servounterstützung |
| Bremsen:                     | Scheibenbremsen rundum, hinten innenliegend am Achsantrieb; Handbremse auf integrierte Trommeln wirkend | Scheibenbremsen rundum, hinten innenliegend am Achsantrieb; Handbremse auf integrierte Trommeln wirkend |
| Bereifung:                   | 175 H 14, auf Wunsch 175 HR 14 | 185 H 14, auf Wunsch 185 HR 14 |
| Radstand:                    | 2500 mm | 2500 mm |
| Maße L × B × H:              | 4600 mm × 1750 mm × 1380 mm | 4600 mm × 1750 mm × 1380 mm |
| Kofferraum:                  | 575 Liter | 575 Liter |
| Leergewicht (getankt):       | 1350 kg | 1350 kg |
| Zuladung:                    | 450 kg | 450 kg |
| Höchstgeschwindigkeit:       | 195 km/h | 200 km/h |
| Beschleunigung (0–100 km/h): | 11,0 s | 10,0 s |
| Kraftstoffnormverbrauch:     | 12 Liter/100 km bei 110 km/h | 12 Liter/100 km bei 110 km/h |
| Stückzahl:                   | 300 | 418 |